# دسته قیچ
دستقیچ یک روستا در ایران و استان خراسان جنوبی است که در بخش مرکزی شهرستان سربیشه و در ۱۲ کیلومتری شرق شهر سربیشه واقع شده‌است. دستقیچ  ۴۶ نفر جمعیت دارد .
شغل اکثر ساکنین این روستا دامپروری و کشاورزی می باشد. محصولات استراتژیک این روستا شامل : عناب ، زرشک ، گردو و زعفران می باشد.

## مکان های دیدنی
از جاذبه های دیدنی آن باغ های سرسبز ، قنات و چشمه ی شادی (کلاته شادی) در نزدیکی روستای دستقیچ / دسته قیچ می باشد.